# Eymet
Eymet is een gemeente in het Franse departement Dordogne (regio Nouvelle-Aquitaine) en telt 2662 inwoners (2015). De plaats maakt deel uit van het arrondissement Bergerac. Eymet telde op 1 januari 2022 2.553 inwoners.

## Geografie
De oppervlakte van Eymet bedraagt 31,25 km², de bevolkingsdichtheid is 82 inwoners per km² (per 1 januari 2019).
De onderstaande kaart toont de ligging van Eymet met de belangrijkste infrastructuur en aangrenzende gemeenten.

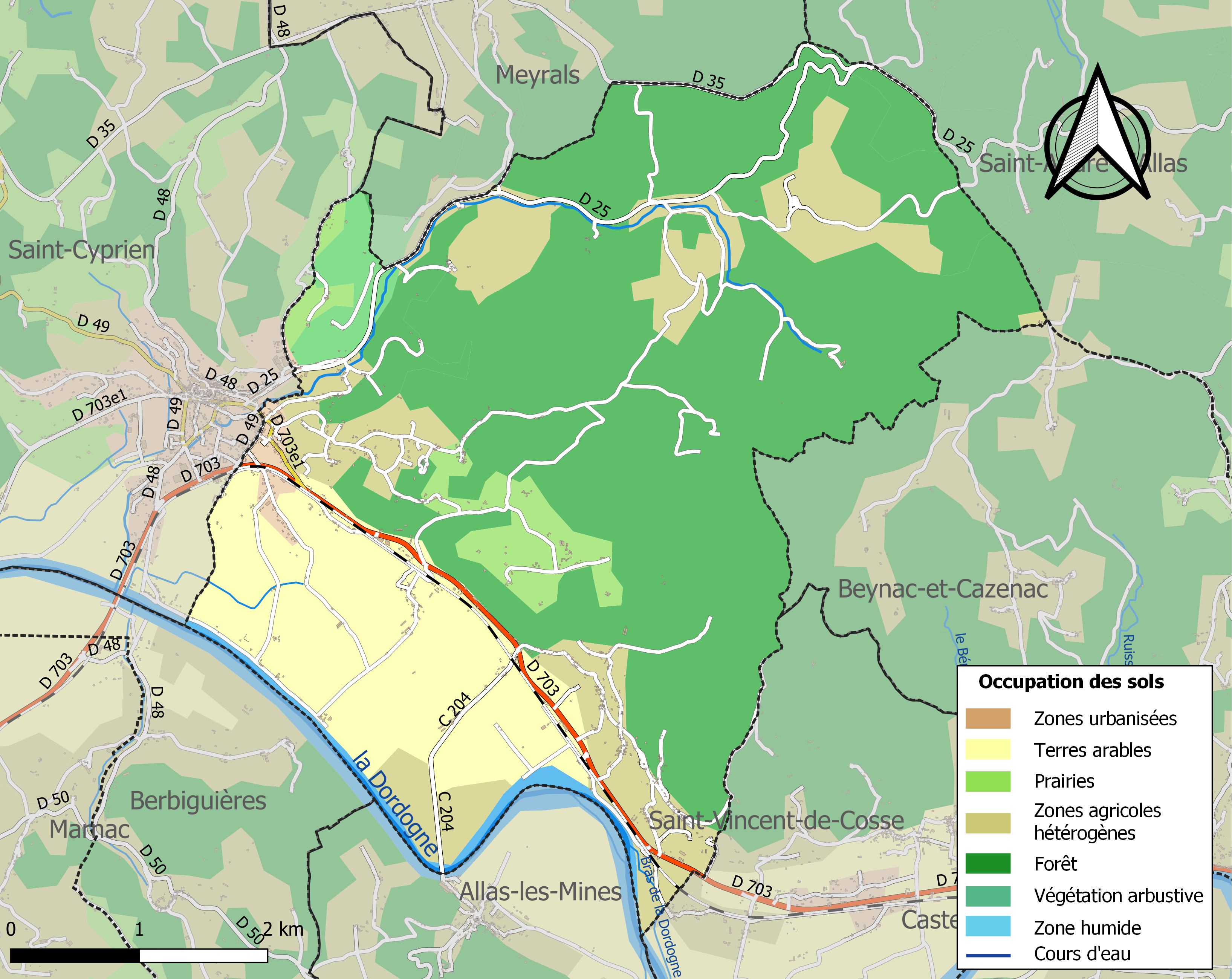

## Demografie
Onderstaande figuur toont het verloop van het inwonertal (bron: INSEE-tellingen).

Het aantal inwoners is gestegen dankzij de Engelse migranten die zich in Eymet gevestigd hebben om te anticiperen op de mogelijk voor hen negatieve gevolgen van de Brexit.

## Sport
In 2017 startte een etappe in de wielerkoers Tour de France in Eymet. De etappe ging naar Pau en werd gewonnen door de Duitser Marcel Kittel.

## Bezienswaardigheden
- kasteel van Eymet